# 高師康
高師 康（たかもろ こう、1907年11月9日 ‐ 1995年3月26日）は、日本のサッカー選手、サッカー指導者、新聞記者。埼玉県北足立郡浦和町（後のさいたま市浦和区）出身。選手時代のポジションはフォワード、ハーフバック。高師康夫とも表記される。

## 来歴
1914年、埼玉師範学校附属小学校に入学し、6年時の1919年に同校で初めて開催された校内試合に出場し優勝した。高師は自著の中で「埼玉県の小学生でサッカーらしいサッカーをやったのは、私たちが最初であろう」と記している。
1920年に旧制埼玉県立浦和中学（現、埼玉県立浦和高等学校）へ進学し、4年時の1923年にア式蹴球部を創部。5年時の1924年に東京高等師範学校主催の全国中等学校蹴球大会に出場した。また、4年時の1923年に埼玉師範のOBクラブである埼玉蹴球団の選手として第3回ア式蹴球全国優勝大会・関東予選に出場した。
卒業後、大学予科の旧制早稲田第一高等学院（早高）に進学し早稲田大学ア式蹴球部に入部。早高3年時（OBの轡田三男の証言によると大学1年時）の1927年に早大WMWの選手として極東選手権予選に出場し日本代表権を獲得。埼玉県出身者初の日本代表選手として中華民国の上海で開催された第8回極東選手権大会に参加し、同年8月27日に行われた中華民国代表戦で代表デビュー。8月29日に行われたフィリピン代表戦にも出場するなど国際Aマッチ2試合に出場した。
旧制早稲田大学文学部に進学後もア式蹴球部に所属。早大WMWの一員として1928年の第8回ア式蹴球全国優勝大会優勝に貢献した。1930年まで同部に在籍し、東京カレヂリーグをはじめ各種大会に出場した。
1931年に早稲田大学を卒業すると、1936年から1962年まで朝日新聞社に勤務し、同社のサッカー選手として社会人の各種大会に出場した。
指導者としては1928年に豊島区の本郷中学校で行われた日本蹴球協会主催の「第1回練習会」（後の技術指導講習会）では鈴木重義、竹腰重丸、本田長康、有馬洪らと共に講師として指導に当たった。
昭和初期には静岡県静岡師範学校のコーチを務めるとゲームメーカーの育成に絞った指導を行い、同校の強化と静岡県域の発展に貢献。1956年には市立函館高等学校を指導して国民体育大会3位入賞に導いた。1970年代頃からは秋田県に在住し、大曲市サッカー協会に「高師杯」という大会を創設。自らも蹴朗会というシニアチームで活動をした。
1995年3月26日に死去。享年87。

## 代表歴

### 試合数
- 国際Aマッチ 2試合 0得点 (1927)

| 日本代表 | 国際Aマッチ | 国際Aマッチ | その他 | その他 | 期間通算 | 期間通算 |
| 年       | 出場        | 得点        | 出場   | 得点   | 出場     | 得点     |
| -------- | ----------- | ----------- | ------ | ------ | -------- | -------- |
| 1927     | 2           | 0           | 4      | 0      | 6        | 0        |
| 通算     | 2           | 0           | 4      | 0      | 6        | 0        |

### 出場
| No. | 開催日         | 開催都市 | スタジアム | 対戦相手   | 結果 | 監督 | 大会       |
| --- | -------------- | -------- | ---------- | ---------- | ---- | ---- | ---------- |
| 1.  | 1927年08月27日 | 上海     |            | 中華民国   | ●1-5 |      | 極東選手権 |
| 2.  | 1927年08月29日 | 上海     |            | フィリピン | ○2-1 |      | 極東選手権 |

## 著書
- 『埼玉師範付属小学校 大正時代の児童と浦和の町なみ』さきたま出版会、1979年。